# Vadnyugati Casanova
A Vadnyugati Casanova (eredeti cím: Si puo fare… amigo) 1971-ben bemutatott olasz–francia–spanyol western–vígjáték, amelynek főszereplője Bud Spencer. Az élőszereplős játékfilm rendezője Maurizio Lucidi, producere Jacques Roitfeld. A forgatókönyvet Rafael Azcona és Ernesto Gastaldi írta, a zenéjét Luis Enríquez Bacalov szerezte. A mozifilm a Atlántida Films, a Les Productions Jacques Roitfeld, a Sancrosiap és a Terzafilm Produzione Indipendente gyártásában készült, a Atlántida Films forgalmazásában jelent meg. Műfaja westernfilm.
Olaszországban 1972. március 31-én mutatták be a mozikban, Magyarországon 1999. március 13-án az RTL Klubon vetítették le a televízióban.

## Cselekmény
Coburn (Bud Spencer) csavargó, a préri a hazája, itt-ott elköt egy lovat, ami útjába akad. Eközben gondosan ügyel arra, hogy ne fusson össze Sonny Bronston (Jack Palance) pisztolyával, aki nem tűri, hogy a csavargó életére más is pályázzon. Coburn életében váratlanul új lehetőség csillan: el kell kísérnie Chipet (Renato Cestie), az árva kisfiút Westlandbe, hogy ott a gyermek át tudja venni az örökségét. Coburn és a kisfiú nekivág a megannyi pofonnal és veszéllyel tűzdelt útnak.

## Szereplők
| Szereplő                                | Színész           | Magyar hang     |
| --------------------------------------- | ----------------- | --------------- |
| Hiram Coburn                            | Bud Spencer       | Kránitz Lajos   |
| Sonny Bronson                           | Jack Palance      | Szersén Gyula   |
| Chip Anderson                           | Renato Cestiè     | Bíró Attila     |
| Franciscus, a bíró / A seriff / A pap   | Francisco Rabal   | Várkonyi András |
| Mary Bronston                           | Dany Saval        | Détár Enikő     |
| James                                   | Luciano Catenacci | Imre István     |
| Franciscus bandatagja                   | Riccardo Pizzuti  | Lázár Sándor    |
| Földet kóstoló öregember                | Franco Giacobini  | Pálfai Péter    |
| Bankigazgató                            | Raffaele Mottola  | Rudas István    |
| Chip nagybátyja, az ügyvéd              | Manuel Guitián    | Kardos Gábor    |
| Doktor                                  | Dante Cleri       | Pataky Imre     |
| Kocsmáros a szalonban                   | Luciano Bonanni   | Végh Ferenc     |
| Részeg a vasútállomáson                 | Roberto Camardiel | Wohlmuth István |
| Némber a szalonban                      | Serena Michelotti | Zsolnai Júlia   |
| Sonny barnahajú táncoslánya             | N/A               | Árkosi Kati     |
| Férfi, aki fel akarja akasztani Coburnt | N/A               | Varga Tamás     |

## Érdekességek
- Palance ifjúéveiben bokszoló volt, tapasztalatait jól tudta kamatoztatni ebben a filmben, így könnyű volt a jelenetek megtervezése.
- A filmet 1972-ben forgatták. Az évtized első felében a filmműfaj a végéhez közeledett, ezért a westernek zömét olasz területen forgatták, pénzügyi keretet is kevésbé tudtak fordítani arra, hogy a stáb Spanyolországba  (Almeríába) utazzon. Bud Spencer ezen filmje még azon olasz vadnyugati filmek közé tartozik, amelyeket még ott forgathattak le és rá tudtak venni ottani filmvállalatot a társuláshoz.
- Chip és Coburn háza már számos westernfilmhez szolgált forgatási helyszínként. Itt vették fel részben a legendás Volt egyszer egy Vadnyugat jeleneteit, de itt készültek Bud Spencerrel az Élet vagy halál és az Aranyeső Yuccában c. filmek is.

## Televíziós megjelenések
RTL Klub, TV2, Film+, Viasat 3, Film+ 2, RTL+